# عشق روزهای کرونا
اولد سانگز: عشق روزهای کرونا کنسرت - نمایشی است نوشته و به کارگردانی محمد رحمانیان.
نام این نمایش به رمان عشق سال‌های وبا نوشته گابریل گارسیا مارکز اشاره دارد و داستان آن در تهران در دوران کرونا می‌گذرد.
رحمانیان مشغول اجرای نمایش روزهای رادیو بود که به دلیل شیوع ویروس کرونا، اجرای نمایش متوقف شد. او شروع به نوشتن نمایشنامه‌ای کرد اپیزودیک با تم عشق و در حال و هوای تهران در روزهای کرونا. تابستان سال بعد این نمایش آماده اجرا بود.
این اثر هم از نظر موضوع و هم از این نظر که برای اجرا در فضای باز طراحی شده بود، با دوران همه‌گیری ویروس کرونا متناسب بود.ابتدا بنا بود نمایش عشق سال‌های کرونا طی ۲۰ شب، ۴۰ اجرا داشته باشد (هر شب دو اجرا) اما در نهایت به دلیل آنچه رحمانیان «کاغذبازی اداری» نامید، گرفتن مجوز به طول انجامید و به علت تعهدات بازیگران نمایش به پروژه‌های دیگر، بالاجبار به پنج شب و ده اجرا محدود شد.
در ۲۷ شهریور ۱۳۹۹، نمایش ۶ اپیزودی عشق سال‌های کرونا، به کارگردانی رحمانیان و تهیه‌کنندگی آزیتا موگویی، در کافه باغ مجموعه رودکی روی صحنه رفت.
شب چهارم، محمد رحمانیان بیانیه‌ای را برای تماشاگران خواند و اعلام کرد که به دستور شورای نظارت مرکز هنرهای نمایشی و به خواست و اراده مدیر کل اداره هنرهای نمایشی، یکی از اپیزودهای نمایش (بانو و گربه ملوس ) با بازی بهنوش طباطبایی به دلیل حضور گربه در صحنه، حذف شد.
در سال ۱۴۰۱، این نمایش با تغییراتی در برخی اپیزودها و یک اپیزود اضافه‌تر و ترکیبی از بازیگران اجرای نخست و بازیگران جدید بعد از ۲ روز اجرا در جزیره کیش، اجرای عمومی خود را در پردیس تئاتر شهرزاد آغاز کرد. تهیه‌کنندگی این نمایش را علی اوجی برعهده داشت.

## بازیگران
احترام برومند، مهتاب نصیرپور، مهدی ساکی، میترا حجار، اندیشه فولادوند، نرگس محمدی، علی اوجی، شکیب شجره، سعید توکلی، نوشین اعتماد، کسری کندری، راحیل زمانی و الناز ابراهیمی بازیگران این نمایش هستند.

### بازیگران اجرای ۱۳۹۹
‏امیرکاوه آهنین‌جان، نوشین اعتماد، سیما تیرانداز، سعید توکلی، آرمین رحیمیان، راحیل زمانی، غزل شاکری، بهنوش طباطبایی، مبینا طبایی، نیما طیبی، مانیا علیجانی، مهتاب نصیرپور، افشین هاشمی و احترام برومند

## نمایشنامه
نمایشنامه الد سانگز: عشق سال‌های کرونا در سال ۱۴۰۱ توسط نشر چلچله منتشر شد.

## موسیقی
- رضا یزدانی - خواننده[۱۲]
- حسن علیشیری - ترانه‌سرا[۱۳]
- سردار سرمست - پیانیست و تنظیم‌کننده

## عوامل
طراح هنری این اثر پردیس رافعی و طراح چهره‌پردازی محسن دارسنج بوده‌است.